# Arkadiusz Błacha
Arkadiusz „Arek“ Błacha (* 13. Januar 1971 in Brzeg, Polen) ist ein ehemaliger polnischer Handballspieler und seit 2001 Handballtrainer (zunächst als Spielertrainer). Seit der Saison 2023/24 betreut er die SG VTB/Altjührden.

## Spielerkarriere
Nach Stationen in seiner polnischen Heimat, für deren Nationalmannschaft Błacha insgesamt 15 A-Länderspiele bestritt, wechselte der Linkshänder zur Saison 1995/96 nach Deutschland zur SG VTB/Altjührden. Bis zu seinem Weggang im Jahr 2008 erzielte er für die 1. und 2. Mannschaft der Friesen mehr als 2000 Tore und avancierte zwischenzeitlich zu einem Schlüsselspieler im Rückraum. Die Leitung der SG VTB/Altjührden, mittlerweile in HSG Varel-Friesland umbenannt, erklärte anlässlich seines Abschiedes, Błachas Rückennummer 13 als Anerkennung seiner Leistungen künftig nicht mehr zu vergeben. Seine aktive Karriere ließ Błacha beim VfL Edewecht ausklingen.

## Trainerkarriere
Zwischen 2001 und 2005 leitete Błacha die Geschicke der 1. Mannschaft der SG VTB/Altjührden als Spielertrainer, anschließend war er im Verein als Jugendtrainer tätig. Ab der Rückrunde der Saison 2009/10 trainierte er die 1. Mannschaft des VfL Edewecht, zunächst abermals als Spielertrainer. Nach dem Ende seiner aktiven Laufbahn 2011 fungierte er ausschließlich als Trainer. Zur Saison 2013/14 schloss sich Błacha dem OHV Aurich an. Den OHV coachte Błacha knapp neun Jahre lang, ehe der Verein seinen Vertrag nicht verlängerte. Błacha sagte hierzu in der lokalen Presse: "Der OHV Aurich war bisher mein größtes Projekt, der OHV war mein Leben."
Seine erste Station als hauptberuflicher Trainer waren die Mecklenburger Stiere Schwerin, die er ab 1. Juli 2022 in der 3. Liga betreute und mit denen er abstieg. Seit dem 1. Juli 2023 trainiert Błacha gemeinsam mit Co-Trainer Jochen Toepler die SG VTB/Altjührden.

## Sonstiges
Von Beruf ist Błacha Physiotherapeut.